# Vilske landsfiskalsdistrikt
Vilske landsfiskalsdistrikt var 1918-1951 ett landsfiskalsdistrikt i Skaraborgs län, bildat när Sveriges indelning i landsfiskalsdistrikt trädde i kraft den 1 januari 1918, enligt beslut den 7 september 1917. När Sveriges nya indelning i landsfiskalsdistrikt trädde i kraft den 1 januari 1952 (enligt kungörelsen 1 juni 1951) upplöstes distriktet och dess område uppgick i det nya Kvänums landsfiskalsdistrikt.
Landsfiskalsdistriktet låg under länsstyrelsen i Skaraborgs län.

## Ingående områden
När Sveriges nya indelning i landsfiskalsdistrikt trädde i kraft den 1 oktober 1941 (enligt kungörelsen den 28 juni 1941) tillfördes kommunerna Edsvära och Norra Vånga från Skånings landsfiskalsdistrikt.

### Från 1918
Vilske härad:
- Floby landskommun
- Grolanda landskommun
- Gökhems landskommun
- Göteve landskommun
- Jäla landskommun
- Marka landskommun
- Sörby landskommun
- Trävattna landskommun
- Ullene landskommun
- Vilske-Kleva landskommun

### Från 1 oktober 1941
Vilske härad:
- Edsvära landskommun
- Floby landskommun
- Grolanda landskommun
- Gökhems landskommun
- Göteve landskommun
- Jäla landskommun
- Marka landskommun
- Norra Vånga landskommun
- Sörby landskommun
- Trävattna landskommun
- Ullene landskommun
- Vilske-Kleva landskommun